# Portada/efemèride novembre 30
Winston Churchill
« 29 de novembre · 30 de novembre · 1 de desembre »